# Txarango Trío
Txarango Trío, antes conocido como Txarango, es un conjunto vocal formado por antiguos integrantes de los grupos Mocedades y Trigo Limpio en 1996.

## Historia
Tras la disolución de Trigo Limpio y la partida de Ana Bejerano, José Ipiña y Roberto Uranga de Mocedades, se reunieron en 1996 dos antiguos miembros de Trigo Limpio, Amaya Saizar y Javier Saizar, con los tres exmiembros de Mocedades citados para formar un nuevo grupo con un repertorio de música folk y country de los años 1950-60.
Ese mismo año publicaron el álbum Todo tiene su sitio bajo el cielo, producido por Óscar Gómez, que fuera productor de varios discos de Mocedades en los años 1980.
Tras unos años sin demasiado éxito en la música, Roberto, Javier y Amaya dejaron el grupo, y Ana y José siguieron adelante junto con Luis Mateos, un guitarrista que les había acompañado en las giras durante los años anteriores, cambiando el nombre por Txarango Trío.

## Nombre
Su nombre hace referencia a un instrumento, el charango, cuya grafía se ha adaptado al euskera, igualmente es un guiño a una de las canciones de Mocedades llamada como el instrumento.
- Datos: Q5556544
- Multimedia: Txarango / Q5556544